# Alexis Jordan
Pour les articles homonymes, voir Jordan et Alexis Jordan (chanteuse).
Ne doit pas être confondu avec Claude Jourdan (zoologiste).
Claude Thomas Alexis Jordan est un botaniste français né à Lyon le 29 octobre 1814 et mort dans la même ville le 7 février 1897.

## Le jordanisme
En 1845, il intègre la Société linnéenne de Lyon et débute en entomologie en compagnie d'Antoine Casimir Marguerite Eugène Foudras (1783-1859). Il côtoie les fondateurs de la Société linnéenne de Lyon, en particulier Clémence Lortet (1772-1835), Jean Juste Noël Antoine Aunier (1781?-1859), Jean-Baptiste Balbis (1765-1831), Georges Roffavier (1775-1866), Nicolas Charles Seringe (1776-1858) et Marc Antoine Timeroy (1793-1856). Ce dernier étudie minutieusement les espèces et découvre ainsi des formes nouvelles dans la région lyonnaise qu'il signale à Alexis Jordan. Ces espèces critiques intéressent le jeune Jordan qui note soigneusement les caractères et les compare avec ceux d'individus d'autres stations. Il reconnaît ainsi de nombreuses formes typées, autrefois considérées comme de simples variétés, méritant à ses yeux le statut d'espèce. Sa nouvelle méthode dite analytique est à l'origine d'une véritable « École jordanienne » qui conduit ses adeptes à décrire de plus en plus d'espèces en tenant compte de différences de plus en plus ténues, tout en vérifiant expérimentalement que ces espèces ne s'hybrident pas entre elles. À titre d'exemple, Alexis Jordan reconnait, avec son collaborateur Pierre Jules Fourreau (1844-1871), quelque 200 espèces d'Erophila ; ce qui ne manquera pas d'attiser les critiques les plus sévères. Sa méthode est largement reprise par le malacologiste Arnould Locard (1841-1904) pour les mollusques continentaux, qui suscite de la même manière de vives réactions. Les espèces d'Alexis Jordan, au nombre d'environ 1685, ont été surnommées jordanies par Georges Coutagne (1854-1928) et jordanons par Johannes Paulus Lotsy (1867-1931).
Son herbier est considérable, l'un des plus grands d'Europe en son époque. Durant 40 ans, de 1836 à 1877, il parcourt la France (surtout les Alpes et la Provence) et reçoit des exsiccata de près de 200 botanistes parmi lesquels figurent Eugène Bourgeau (1813-1877) (de 1845 à 1875), Elisée Reverchon (de 1866 à 1897), Benedict Balansa (1825-1892) (de 1852 à 1867), les frères Auguste et Emile Burle et Theodor Heinrich Hermann von Heldreich (1822-1902) (de 1848 à 1892).
Le 3 décembre 1850 il est élu membre titulaire de l'Académie des Sciences, Belles-Lettres et Arts de Lyon. 
Outre ses collections de plantes séchées, il rassemble une vaste collection de plantes vivantes au sein d'un jardin expérimental sous la responsabilité de son fidèle collaborateur, chef de cultures, Joseph Victor Viviand-Morel (1843-1915), également rédacteur en chef de Lyon horticole. Alexis Jordan cultive avec l'aide de son chef de cultures, des milliers d'espèces végétales durant 50 ans afin d'attester de manière expérimentale que les espèces proches qu'il cultive ne s'hybrident pas entre elles et peuvent donc être considérées comme des espèces distinctes.
Il était le neveu de l'homme politique Camille Jordan et le cousin de Eugène Jordan de Puyfol, éminent botaniste à son tour, qu'il aidera à entrer dans le milieu; en retour, son cousin travaillera avec les abbés Soulié et Coste à corriger son immense herbier.

## Espèces dédiées à Alexis Jordan
- Thalictrum jordani par Friedrich Wilhelm Schultz (1804-1876) en 1847
- Centaurea jordaniana par Jean Charles Marie Grenier (1808-1875) et Dominique Alexandre Godron (1807-1880) en 1849
- Viola jordani par Hippolyte Hanry (1807-1893) en 1853
- Rosa jordani par Pierre Alfred Déséglise (1823-1883)
- Asperula jordani par Eugène Pierre Perrier de La Bâthie (1825-1916) & André Songeon (1826-1905).